# Monegassisch-san-marinesische Beziehungen
Die Beziehungen zwischen Monaco und San Marino bestehen seit 2006.

## Diplomatische Beziehungen
Im Jahre 2006 wurde von beiden Staaten ein Abkommen beschlossen, um die Gründung bilateraler diplomatischer Beziehungen zu beschließen. Dieses wurde am 18. Mai von San Marino unterzeichnet, Monaco unterzeichnete am 1. Juni 2006.
Die für Monaco zuständige, san-marinesische Botschafterin Sylvie Bollini hat ihren Sitz in San Marino.
Monaco selbst unterhält keine Botschaft in San Marino, der Botschafter in Rom ist auch dort akkreditiert. Weiterhin wird Monaco durch den Konsul Gian Luca Belluzzi in Dogana vertreten.

## Wirtschaftliche Beziehungen
Ein Vertrag über den Austausch von Informationen über Steuerangelegenheiten wurde von beiden Staaten am 29. Juli 2009 verabschiedet.